# Thorleif Andresen
Pour les articles homonymes, voir Andresen.
Thorleif Andresen, né le 14 février 1945 à Enebakk dans le comté d'Akershus et mort le 4 août 2022 à Chiang Rai, est un coureur cycliste norvégien.

## Palmarès et résultats

### Palmarès sur route
- 1962
  -  Champion de Norvège du contre-la-montre juniors
- 1963
  -  Champion de Norvège sur route par équipes
  -  Champion de Norvège du contre-la-montre par équipes
- 1964
  -  Champion de Norvège du contre-la-montre
  -  Champion de Norvège sur route par équipes
  -  Champion de Norvège du contre-la-montre par équipes
- 1965
  -  Champion de Norvège sur route par équipes
  -  Champion de Norvège du contre-la-montre par équipes
- 1966
  -  Champion de Norvège du contre-la-montre par équipes
- 1967
  -  Champion de Norvège du contre-la-montre par équipes
- 1968
  -  Champion de Norvège du contre-la-montre par équipes
  - 4ea étape de la Course de la Paix (contre-la-montre)
  - 2e du championnat des Pays nordiques sur route
  - 5e du contre-la-montre par équipes aux Jeux olympiques
- 1969
  -  Champion de Norvège sur route
  - 7e du championnat du monde du contre-la-montre par équipes
- 1970
  - Whitley Grand Prix Two Day
  - 2e du championnat des Pays nordiques sur route
- 1971
  -  Champion de Norvège sur route
  -  Champion de Norvège du contre-la-montre par équipes
- 1972
  - Tour de la Manche
  - 2e du championnat des Pays nordiques du contre-la-montre par équipes
  - 3e du championnat des Pays nordiques sur route
  - 5e du contre-la-montre par équipes aux Jeux olympiques
- 1973
  - 2e du championnat des Pays nordiques du contre-la-montre par équipes
  - 6e du championnat du monde du contre-la-montre par équipes
- 1974
  -  Champion de Norvège du contre-la-montre par équipes
  - Berliner Etappenfahrt
  - 2e du championnat des Pays nordiques du contre-la-montre par équipes
  - 5e du championnat du monde du contre-la-montre par équipes
- 1975
  -  Champion de Norvège du contre-la-montre par équipes
  - Tour de Rhénanie-Palatinat
- 1976
  - 3e du championnat des Pays nordiques sur route
- 1977
  -  Champion de Norvège du contre-la-montre par équipes
  - 2e du championnat des Pays nordiques sur route
- 1978
  -  Champion de Norvège du contre-la-montre par équipes
- 1979
  -  Champion de Norvège du contre-la-montre par équipes

### Palmarès sur piste
- 1963
  -  Champion de Norvège de poursuite